# Gonzalo Brañas Fernández
Gonzalo Brañas Fernández, La Coruña el 17 de diciembre de 1866 - ídem 2 de agosto de 1948, fue un físico e inventor gallego.

## Trayectoria
Hijo de Gonzalo Brañas Sánchez-Boado y de Consuelo Fernández Miranda, fue hermano de la también científica Celia Brañas. Hizo el Bachillerato en el Instituto de La Coruña. Estudió el preparatorio en Santiago de Compostela y se licenció en ciencias en Madrid en 1895, doctorandose con el trabajo Estudio de lanas radiaciones herzianas en 1908. Volvió a La Coruña, donde impartió clases en el Instituto como sustituto y fundó y dirigió el primer gabinete radiográfico y radioscópico de la ciudad en 1899.
Fue catedrático de física y química en la Universidad de Oviedo en 1903, siéndolo después en La Coruña En 1923 pasó una temporada en Francia, gracias a una pensión de la Junta para Ampliación de Estudios e Investigaciones Científicas. Fue presidente de la Sección de Ciencias del Instituto de Estudios Gallegos y del Patronato de Formación Profesional.
Entre sus inventos se encuentra un aparato para la inscripción automática de las variaciones del magnetismo terrestre

 y un receptor radiotelegráfico, siendo además autor de varios trabajos sobre radiotelefonía y magnetismo terrestre. Ingresó en la Real Academia Gallega el 27 de julio de 1941.